# Agapanthia frivaldszkyi
Agapanthia frivaldszkyi är en skalbaggsart som beskrevs av Ludwig Ganglbauer 1884. Agapanthia frivaldszkyi ingår i släktet Agapanthia och familjen långhorningar. Inga underarter finns listade i Catalogue of Life.